# Szállítási réteg
A szállítási réteg (angolul: transport layer) az internet alapjául szolgáló TCP/IP modellben és az Open Systems Interconnection (OSI) modellben definiált fogalom, bár a réteg meghatározásának részletei különbözőek a két modellben. Feladatai közé tartozik például a forgalomszabályozás, hibajavítás és multiplexelés.
A legismertebb szállítási protokoll a Transmission Control Protocol (TCP), az internet gerincét alkotó TCP/IP protokollcsalád egyik fő protokollja.

## Szolgáltatások
- Kapcsolatorientált kommunikáció: általában egy program könnyebben tud kezelni egy adatfolyamot, mint hogy egy kapcsolat nélküli protokollt, például a User Datagram Protocolt (UDP) vagy az Internet Protocolt (IP) használjon.
- Ugyanabban a sorrendben való kézbesítés: a hálózati réteg nem garantálja, hogy a csomagok ugyan abban a sorrendben érkeznek meg, mint ahogy el lettek küldve, ez a szegmensek számozásával megoldható, a fogadó sorrendben továbbítja a csomagokat az alkalmazásnak.
- Megbízhatóság: csomagok elveszhetnek hálózati feltorlódás vagy hibák miatt. Egy hibajavító kód segítségével, mint például az ellenőrző összeg, a szállítási protokoll ellenőrizheti, hogy az adat sérült-e, és ezt megerősítheti egy ACK vagy NACK üzenet küldésével a küldőnek.
- Forgalomszabályozás: a forgalom szabályozására szükség lehet, ha a küldő túl sok adatot küld túl gyorsan és a fogadó fél nem képes feldolgozni.
- Multiplexelés: a portok segítségével egyszerre több hálózati szolgáltatás futhat. Ennek a megvalósítása a TCP/IP modellben a szállítási réteg feladata, az OSI modellben a viszony rétegé.